# ばりすごMAX
『ばりすごMAX』（ばりすごマックス）は、2009年4月3日から同年9月25日までTVQ九州放送で放送された子供向けのバラエティ番組。全26回。放送時間は毎週金曜 18:30 - 19:00 (JST) 。

## 概要
2009年3月27日まで同局で放送されていた『ばりすご☆ボイガー7』の後継番組である。レギュラーメンバーのうちの何人かが引き続き出演していたものの、番組はわずか半年で終了した。
『ばりすご☆ボイガー7』の放送開始から8年間続いたばりすごシリーズは、この番組の終了をもってレギュラー放送を終了し、以後は『ばりすごMAX DX』と題して不定期に放送されるようになった。同タイトルでは2009年11月23日（月） 15:30 - 16:00、同年12月23日（水） 10:00 - 10:25、2010年3月22日（月） 12:30 - 13:00の3回にわたって放送された。さらに2010年8月7日（土） 12:30 - 13:30には、同じくTVQ製作のミニ番組『週刊よかタイムス』とのコラボレーション特番『ばりすごタイムス!夏☆満喫スペシャル』が放送された。以来、番組は『ばりすごタイムス!』と題して不定期に放送されている。
なお、通常テレビ東京系列で放送されている『ピラメキーノ』金曜放送分は、TVQではこの番組シリーズの放送を優先していたことから一切放送されていなかったが、この『ばりすごMAX』の終了以後はTVQでも金曜放送分の同時ネットが行われるようになった。

## 出演者
にしおかとゴリけん以外のメンバーは『ばりすご☆ボイガー7』から引き続き出演。また、にしおか・ゴリけん・田中以外の4人は『ばりすごMAX DX』にも引き続き出演した。
- 杉山39
- にしおかすみこ
- 嶋本えみ（エミリー）
- ゴリけん
- 吉川貴司（たっくん）
- 田中美月
- 町田隼人（あさくら君）